# (10157) Asagiri
Pour les articles homonymes, voir Asagiri (homonymie).
(10157) Asagiri est un astéroïde de la ceinture principale.

## Description
(10157) Asagiri est un astéroïde de la ceinture principale. Il fut découvert le 27 novembre 1994 à Ōizumi par Takao Kobayashi. Il présente une orbite caractérisée par un demi-grand axe de 2,37 UA, une excentricité de 0,06 et une inclinaison de 7,3° par rapport à l'écliptique.

## Compléments